# ناکسویل (آرکانزاس)
ناکسویل (آرکانزاس) (به انگلیسی: Knoxville, Arkansas) یک شهر در ایالات متحده آمریکا با جمعیت ۵۱۱ نفر است که در آرکانزاس واقع شده‌است.

## موقعیت جغرافیایی
موقعیت جغرافیایی شهرها و مناطق اطراف به شرح زیر است: